# バダロナ
バダロナ（カタルーニャ語: Badalona）は、スペイン・カタルーニャ州バルセロナ県のムニシピ（基礎自治体）。バルサルネス郡に属す。バルセロナ中心部から10kmの地点にある。1897年に市に昇格した。バルセロナ都市圏を形成する都市の一つである。伝統的に繊維業が強く、その他に冶金や化学の工場を抱えている。住民呼称はbadaloní/-nina。

## 地理

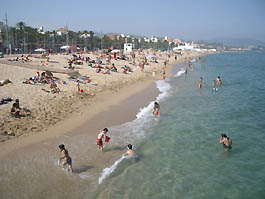
ペスカドーレスのビーチ

バダロナは山と海岸にまたがる都市である。カタルーニャ沿岸山地が、市の北から西へのびている。
暑い夏、温暖で乾燥した冬が特徴の地中海性気候である。降雨は初秋が最も多く、まれに春にも多く降る。湿度が最も高いのは8月、9月、10月、最も乾燥するのは1月と2月である。一年を通しての日照時間は約2,847時間である。
バダロナの海岸では海水浴が楽しめる。新しい港の建設で5kmあまりの海岸を失ったものの、現在4.5kmの長さに黄金色の良質の砂がある9箇所の海水浴場がある。

### 人口
| バダロナの人口推移 1900－2010                           |
|                                                         |
| 出典:INE（スペイン国立統計局）1900年 - 1991年、1996年 - |

## 歴史

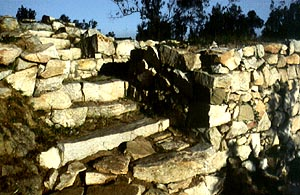
イベリア人の定住地跡

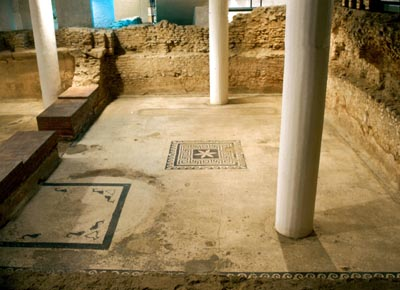
バエトゥロのローマ浴場跡

人の定住は3500年から2500年前よりあり、イベリア人の町の痕跡は今も見られる。定住地としての基礎をつくったのはローマ人であった。彼らはアンプリアスを足がかりに侵略を続け、バエトゥロ（Baetulo）を建設した。これが現在のバダロナである。当時のその他のローマ都市と構造が非常に似た要塞都市で、アウグスタ街道への入り口を持っていた。20世紀に入ってから大浴場が発掘され、今日では遺跡を含めた場所にバダロナ博物館がある。3世紀までにローマの影響は広がったが、その後のローマ衰退で替わってキリスト教が伝来した。ローマ衰退後のバダロナについてわずかな記録しかない。6世紀から、バダロナはアフリカ製陶器を輸入していた。12世紀にサンタ・マリア教会が再建された（前の教会は既にローマ要塞都市時代からあった）。
幾たびか海賊の来襲に悩まされたためにローマ時代の要塞がそのまま維持される一方、時代ごとの建築様式を備えた建物も一部見られた。
バダロナはコルツでも役割を担い、アラゴン王フアン2世（バルセロナ伯としてはジュアン2世）はカタルーニャ内戦の際に気に入りの町であったバダロナへ避難してきた。
1416年に設立されたサン・ジェロニ・デ・ラ・ムルトラ修道院は、当時最も傑出していた。この修道院に滞在していたコロンブスは、インド航海への支援を表明したカトリック両王からの知らせを受け取っている。
17世紀、サンタ・マリア教会周辺に都市の中核となる場所ができた。この場所はダルト・デ・ラ・ビラ（Dalt de la Vila）と呼ばれ、住民700人の住居として約200軒の住宅が建っていた。同時期に、城壁外側に田園地帯の核となる定住地ができた。18世紀半ばまで、バダロナは市街と田園地帯が混ざり合わず、別々のまま成長していった。
19世紀初頭までのバダロナの主要産業は、漁業と農業であった。19世紀半ばまで、海上貿易・海上交通を生業とする商人が傑出していた。カタルーニャ農村部からの人口流出の結果、バダロナの人口は急激に増加し、1860年には約12,000人を数えた。人口は増加したが都市計画は進まず、バダロナに初めての織物工場ができるまで新しい通りはつくられなかった。バルセロナ＝マタロー間の鉄道が敷かれ、バダロナにも達したことが契機となり、バルセロナの産業家がバダロナに新しい織物工場をつくった。
スペイン内戦で、都市は猛烈な爆撃を受けた。また住民は、日用品の不足でありとあらゆる物資が欠乏した。1939年のフランコ軍によるカタルーニャ征圧でさらに困難な時代は続いた。スペイン内戦中のバダロナは、カタルーニャ共和主義左翼(ERC)に属する市長フレデリク・シフレの殺害が目立った出来事であった。ジャナラリター・デ・カタルーニャ（自治政府）の首班リュイス・クンパニィスも、亡命先のフランスでナチス・ドイツ当局から身柄を拘束され、バルセロナへ送還された後、同年10月に殺害された。フランコ独裁政権時代は、都市の拡張時代でもあった。バダロナは、スペイン各地からの移民の波を受け入れたが、それらを吸収する余力を持っていなかった。住宅地として、バラックや不健康な生活環境に置かれた郊外が出現した。1960年代以降のさらなる転入者増加で、都市計画なしの無秩序な都市化が進んだ。
フランコ独裁の終焉で、1979年4月3日に初の民主的な市議会選挙が行われた。

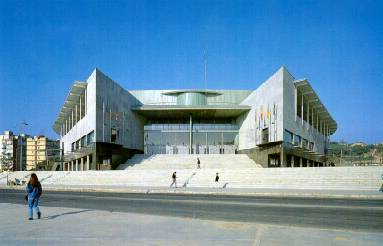
バルセロナオリンピックのバスケットボール試合会場となった市立スポーツ宮殿
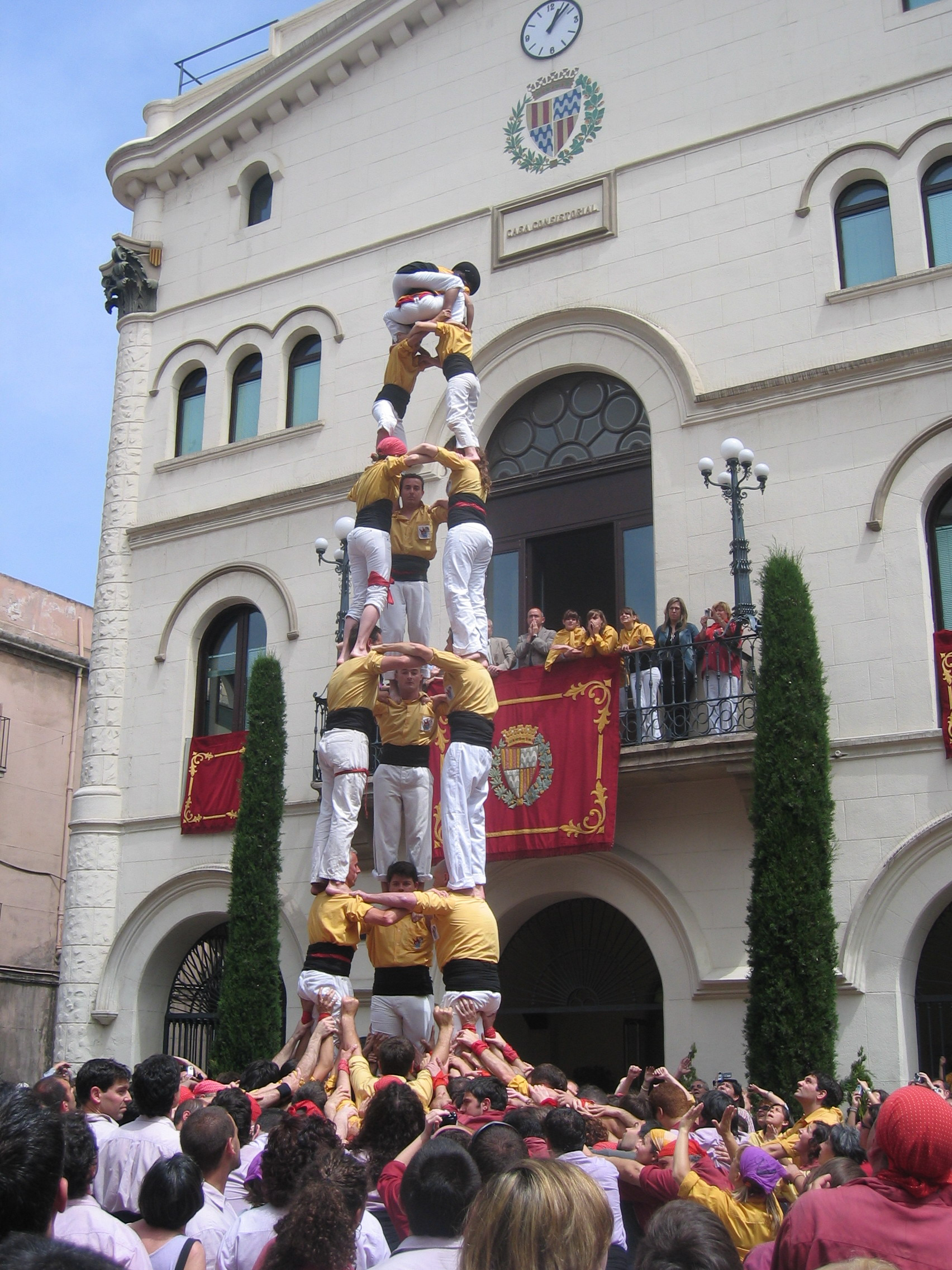
5月祭りで行われるカタルーニャ独特の人間の塔
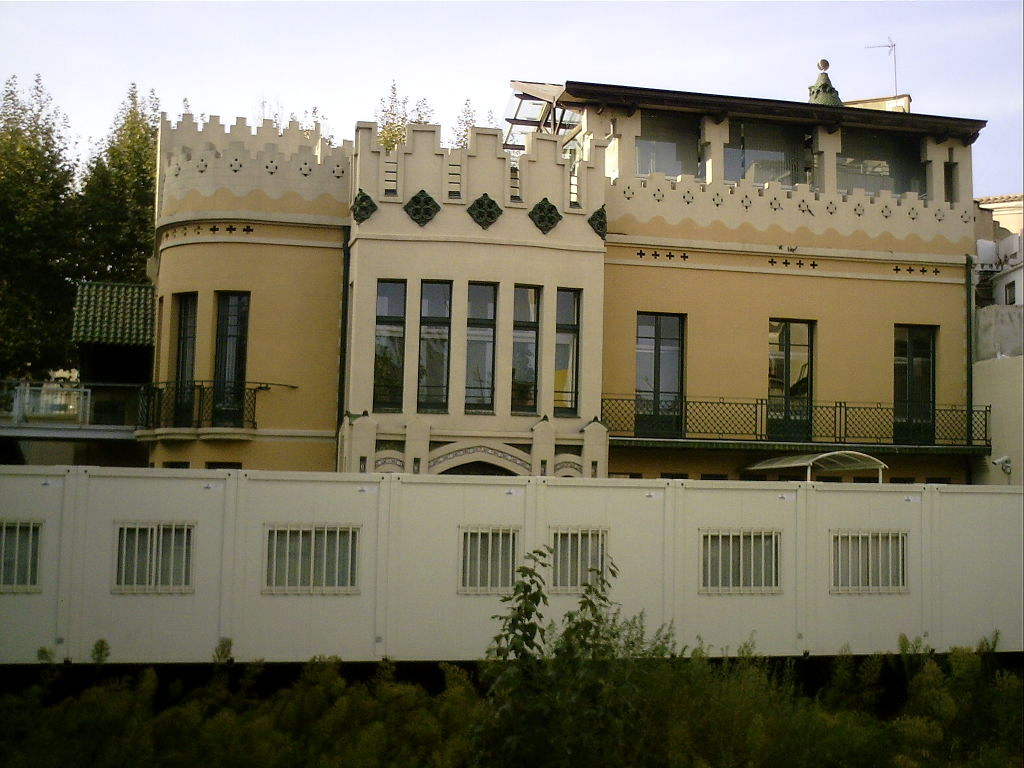
市内にあるモデルニスモ建築
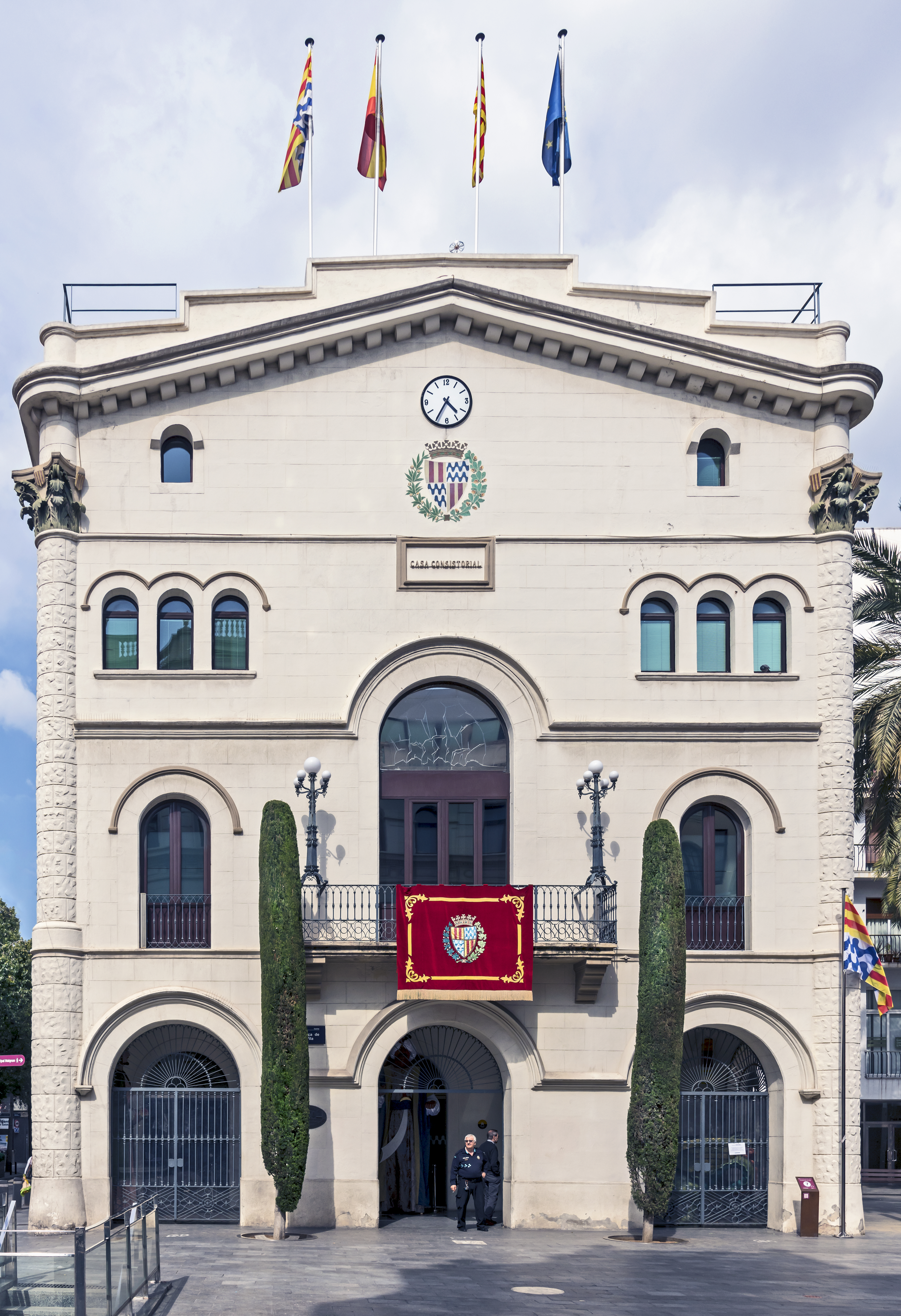
市庁舎

## スポーツ
- ホベントゥート・バダローナ - バスケットボールクラブ
- CFバダロナ - サッカークラブ

## 姉妹都市
- アルカナー、スペイン
- サン・フェルナンド、スペイン
- ビジャヌエバ・デ・ロス・カスティージェッホス、スペイン
- バルパライソ、チリ
- サン・ミゲル・デ・パドロン、キューバ
- モンテビデオ、ウルグアイ